# Listă de localități din raionul Cahul
Această listă conține satele și orașele din raionul Cahul, Republica Moldova.
| Denumire            | oraș / centru de comună / sat |
| ------------------- | ----------------------------- |
| Alexanderfeld       | sat (comună)                  |
| Alexandru Ioan Cuza | sat (comună)                  |
| Andrușul de Jos     | sat (comună)                  |
| Andrușul de Sus     | sat (comună)                  |
| Badicul Moldovenesc | sat (comună)                  |
| Baurci-Moldoveni    | sat (comună)                  |
| Borceag             | sat (comună)                  |
| Bucuria             | centru de comună              |
| Burlacu             | centru de comună              |
| Burlăceni           | centru de comună              |
| Brînza              | sat (comună)                  |
| Cahul               | municipiu, reședință de raion |
| Chioselia Mare      | centru de comună              |
| Chircani            | sat în comuna Cucoara         |
| Cîșlița-Prut        | sat (comună)                  |
| Colibași            | sat (comună)                  |
| Cotihana            | sat în Cahul                  |
| Crihana Veche       | sat (comună)                  |
| Cucoara             | centru de comună              |
| Doina               | centru de comună              |
| Frumușica           | sat în comuna Chioselia Mare  |
| Găvănoasa           | centru de comună              |
| Giurgiulești        | sat (comună)                  |
| Greceni             | sat în comuna Burlăceni       |
| Huluboaia           | sat (comună)                  |
| Hutulu              | sat în comuna Lebedenco       |
| Iasnaia Poleana     | sat în comuna Doina           |
| Iujnoe              | sat (comună)                  |
| Larga Nouă          | centru de comună              |
| Larga Veche         | sat în comuna Larga Nouă      |
| Lebedenco           | centru de comună              |
| Lopățica            | sat (comună)                  |
| Lucești             | sat (comună)                  |
| Manta               | centru de comună              |
| Moscovei            | centru de comună              |
| Nicolaevca          | sat în comuna Găvănoasa       |
| Paicu               | sat în comuna Zîrnești        |
| Pașcani             | sat în comuna Manta           |
| Pelinei             | centru de comună              |
| Roșu                | sat (comună)                  |
| Rumeanțev           | sat în comuna Doina           |
| Sătuc               | sat în comuna Pelinei         |
| Slobozia Mare       | sat (comună)                  |
| Spicoasa            | sat în comuna Burlacu         |
| Taraclia de Salcie  | sat (comună)                  |
| Tartaul de Salcie   | sat (comună)                  |
| Tătărești           | sat (comună)                  |
| Tretești            | sat în comuna Zîrnești        |
| Trifeștii Noi       | sat în comuna Moscovei        |
| Tudorești           | sat în comuna Bucuria         |
| Ursoaia             | sat în comuna Lebedenco       |
| Vadul lui Isac      | sat (comună)                  |
| Văleni              | sat (comună)                  |
| Vladimirovca        | sat în comuna Găvănoasa       |
| Zîrnești            | centru de comună              |